# Dario Argento
Dario Argento (Roma, 7 de setembro de 1940) é um diretor, produtor e roteirista de cinema italiano, conhecido pelos seus trabalhos no gênero giallo (suspense e policial) e pela sua influência no cinema de terror moderno. É pai da atriz Asia Argento e filho da fotógrafa e modelo brasileira de Minas Gerais Elda Luxardo.

## Vida e carreira
Argento nasceu em Roma, filho do produtor siciliano e executivo Salvatore Argento e da fotógrafa brasileira Elda Luxardo. Começou sua carreira no cinema como crítico, escrevendo para várias revistas enquanto ainda frequentava o ensino médio.
Argento não frequentou a faculdade, escolhendo um emprego como colunista no jornal Paese Sera. Enquanto trabalhava no jornal, Argento também começou a trabalhar como roteirista. Seu trabalho mais notável foi para Sergio Leone. Ele e Bernardo Bertolucci colaboraram na história do spaghetti Western Classic Once Upon a Time in the West.

## A década de 1970
Logo após o lançamento do filme de 1968, Argento começou a trabalhar em sua estreia como diretor, o filme giallo The Bird with the Crystal Plumage, que foi lançado em 1970 e foi um grande sucesso na Itália. Argento continuou a se concentrar em grande parte no gênero giallo, dirigindo dois mais thrillers de sucesso, The Cat o 'Nine Tails (1971) e Four Flies on Grey Velvet (1972). Juntamente com The Bird with the Crystal Plumage, esses três filmes são freqüentemente referidos como "Animal Trilogy” de Argento. O diretor desviou a atenção dos filmes de giallo, filmando dois dramas de TV italianos e uma comédia de época (The Five Days) em 1973. Argento voltou a thrillers com o Deep Red de 1975, freqüentemente citado por muitos críticos como o melhor giallo já feito. O filme fez Argento famoso internacionalmente e inspirou vários outros diretores a trabalhar no gênero (John Carpenter freqüentemente se referiu à influência que o trabalho inicial de Argento teve no Halloween).
O próximo filme de Argento foi Suspiria (1977), um violento suspense sobrenatural. Faltando os constrangimentos do subgênero giallo mais convencional, Suspiria é uma obra de arte semi-surreal, onde trama e personagem são secundários ao som e à visão. Argento planejou que Suspiria seja a primeira de uma trilogia sobre  “The Three Mothers “, três bruxas antigas que residem em três cidades modernas diferentes. O segundo filme da trilogia foi o Inferno de 1980. A Mãe das Lágrimas (2007) concluiu tardiamente a trilogia.
Entre a criação das duas primeiras "mães", em 1978, Argento colaborou com George A. Romero no Dawn of the Dead, ganhando um crédito de produtor e também fornecendo trabalho de trilha sonora para o clássico zumbi. Argento supervisionou o lançamento europeu do filme (onde foi intitulado Zombi), que foi muito mais curto e apresentou muito mais a pontuação escrita e realizada por Goblin.

## A década de 1980
Após o Inferno, Argento voltou ao estilo giallo mais convencional com Tenebrae (1982). Ele então tentou combinar a fantasia giallo e sobrenatural nos Phenomena de 1985, também conhecidos como Creepers, que foi um dos primeiros filmes de Jennifer Connelly. Os fenômenos também mostraram a predileção de Argento pelo uso de novas tecnologias, como evidenciaram os vários tiros Steadicam rondando o filme. Ambos os filmes receberam uma recepção morna após sua liberação (embora cada um deles tenha sido reavaliado positivamente desde então).
Argento posteriormente tirou uma pausa da direção para escrever dois roteiros para o filho de Mario Bava, Lamberto Bava: Dèmoni (1985) e Dèmoni 2 (1986). Dario Argento entrevistado por Martin Sauvageau durante o Festival Internacional do Cinema Fantastico de Montreal em 1994 Opera seguiu em 1987. Situado no Teatro Regio de Parma durante uma produção do Macbeth de Verdi, a produção foi assediada por infortúnios da vida real que Argento suspeitava eram causados pela suposta "maldição" tradicional na peça de Shakespeare. O pai de Argento morreu durante sua produção, Vanessa Redgrave abandonou o projeto antes que as filmagens começassem, ele teve problemas para trabalhar com sua antiga namorada de longa data e colaboradora Daria Nicolodi no set e o elenco e a equipe foram atormentados por vários acidentes e contratigos menores.
Em 1987-88, Argento produziu uma série de TV chamada Turno di Notte, que teve 15 episódios. Nove dos shows foram dirigidos por Luigi Cozzi, os outros 6 de Lamberto Bava. Daria Nicolodi e Asia Argento estrelaram vários episódios.

## A década de 1990
Durante o início da década de 1990, Argento estava em processo de colaboração com o diretor italiano Lucio Fulci em um filme de terror. Devido a problemas financeiros, o projeto foi continuamente adiado. Felizmente, em 1996, Argento foi capaz de reunir fundos, mas não conseguiu realmente colaborar com Fulci quando Fulci morreu em março desse ano. O filme seria mais tarde dirigido por Sergio Stivaletti como The Wax Mask, com Argento e Fulci ambos recebendo créditos de roteirista.
O filme de 1996, a síndrome de Stendhal, em que uma policial (interpretada pela filha de Argento, Ásia) que sofre de síndrome de Stendhal é presa por um assassino em série em um armazém abandonado, foi o primeiro filme italiano a usar imagens geradas por computador (CGI). Além disso, a cena de abertura do filme foi filmada em Florença, na famosa Galeria Uffizi da Itália. Argento é o único diretor que já concedeu permissão para atirar lá. A síndrome de Stendhal foi distribuída nos EUA pela empresa de distribuição de filmes culinária Troma Entertainment. Mais tarde dirigiu o The Phantom of the Opera de 1998 e o Sleepless de 2001. Dario Argento discute seu filme Pelts no Torino Film Festival em 2006.

## 2000 e 2010
2004 The Card Player, um giallo sobre um assassino cujos assassinatos são realizados durante as partidas de poker na Internet com a polícia de Roma, ganhou uma recepção mista: alguns fãs apreciaram a partitura de música techno composta pelo ex-membro goblin Claudio Simonetti, mas sentiu o filme também mainstream, com pouca floração habitual de Argento.
Em 2005 viu a transmissão de TV do Do You Like Hitchcock de Argento?, em que o diretor homenageou Alfred Hitchcock após décadas de ser comparado com ele por críticos. Mais tarde naquele ano, dirigiu um episódio de Masters of Horror, uma série de televisão Showtime, chamada "Jenifer". Logo depois, Argento dirigiu uma adaptação da história curta "Pelts" de F. Paul Wilson para a temporada 2 da mesma série.
Argento terminou o filme final de sua trilogia Three Mothers, The Mother of Tears, que se encontra em Roma e se concentra na "terceira mãe" titular, Mater Lacrimarum. Argento e Jace Anderson compartilham créditos de escrita para o filme. A Ásia Argento foi escolhida como o principal jogador, junto com a mãe e freqüente colaboradora da Argento, Daria Nicolodi, em papel de apoio. Udo Kier, que apareceu na Suspiria de Argento e Coralina Cataldi-Tassoni, que apareceu em três de seus filmes anteriores, ambos têm papéis fundamentais no capítulo final das Mães.
Em 26 de junho de 2009, Giallo estreou no Festival de Cinema de Edimburgo. No mês seguinte, anunciou que começou a trabalhar em um remake 3D de Deep Red  mas, posteriormente, este projeto foi arquivado devido ao fracasso comercial de Giallo nos cinemas italianos. Ele então anunciou sua decisão de escrever um novo roteiro. Em 2011, Argento assinou para produzir o remake americano de seu filme culto Suspiria. No dia 4 de março de 2011, anunciou-se que Rutger Hauer assinado para jogar Van Helsing no Dracula 3D de Argento, que estava programado para começar a rodar em Budapeste no final do ano. Foi lançado em 19 de maio de 2012.

## Outro trabalho
Está envolvido em uma loja de memorabilia de horror localizada na Via dei Gracchi 260, em Roma, chamada Profondo Rosso (Deep Red), depois do clássico filme Deep Red. Na adega é uma coleção de seus filmes. A loja é gerenciada por seu colaborador de longa data e amigo Luigi Cozzi.
Ele contribuiu no desenvolvimento do videogame de sobrevivência Dead Space, e também na dublagem do personagem Dr. Kyne na versão italiana do jogo.

## Obras e críticas
Maitland McDonagh escreveu sobre Argento em seu livro Broken Mirrors / Broken Minds: The Dark Dreams of Dario Argento (1991). Argento também é mencionado em Art of Darkness, uma coleção de fotos promocionais, arte de cartazes e ensaios críticos editados por Chris Gallant. O jornalista britânico Alan Jones publicou Profondo Argento, um compêndio de relatórios conjuntos, entrevistas e detalhes biográficos. O designer de som inglês, escritor e músico Heather Emmett publicou Sounds to Die For: Falando a linguagem do filme de filme de terror, que inclui o primeiro estudo aprofundado sobre o uso do som nos filmes de Argento. 
Em 2012, Argento foi destacado na retrospectiva Argento: Il Cinema Nel Sangue no Museu de Artes e Design da cidade de Nova York. A retrospectiva celebrou a influência da família Argento no cinema na Itália e em todo o mundo. Ele destacou a contribuição de Dario, bem como a de seu pai (Salvatore), irmão (Claudio), ex-esposa (Daria Nicolodi) e filha (Ásia).   

### Declínio crítico
Começando com o Phantom of the Opera de 1998, os filmes de Argento foram geralmente mal-recebidos por críticos e fãs, incluindo estudiosos de Argento, como Maitland McDonagh. Fangoria escreveu em 2010: "Durante a última década, os padrões escorregaram. Para um cineasta que sempre foi tão preciso em sua construção e corte, seus filmes posteriores como The Phantom of the Opera e The Card Player são descuidados, são costurados tão descuidadosamente que eles vazam fluidos vitais. Gradualmente, o estilo caleidoscópico que uma vez caracterizou seus filmes lentamente empolgou". Isto é em grande parte devido ao baixo retorno de bilheteria de seus filmes, bem como dificuldades em encontrar produtores.

## Filmografia

### Diretor
- L'uccello dalle piume di cristallo (O pássaro das plumas de cristal) (1970)
- Il gatto a nove code (O gato de nove caudas) (1971)
- Quattro mosche di velluto grigio (Quatro moscas sobre veludo azul) (1971)
- La porta sul buio (2 episódios, 1973)
- Le cinque giornate (1973)
- Profondo rosso (Prelúdio para matar) (1975)
- Suspiria (1977)
- Inferno (A mansão do inferno) (1980)
- Tenebrae (Tenebre) (1982)
- Phenomena (1985)
- Opera (Terror na ópera) (1987)
- Due occhi diabolici (1990) (episódio: The Black Cat)
- Trauma (1993)
- La sindrome di Stendhal (Síndrome mortal) (1996)
- Il fantasma dell'opera (Um vulto na escuridão) (1998)
- Non ho sonno (2001)
- Il cartaio (2004)
- Ti piace Hitchcock? (2005)
- Masters of Horror (2 episódios, 2005-2006)
- La terza madre (O retorno da maldição: a mãe das lágrimas) (2007)
- Giallo (Giallo - reféns do medo) (2009)
- Dracula 3D (2012)
- Occhiali Neri (2022)

### Roteiro
- Scusi, lei è favorevole o contrario? (1966)
- Qualcuno ha tradito (1967)
- Oggi a me... domani a te! (Hoje eu ... amanhã você) (1968)
- Comandamenti per un gangster (1968)
- Commandos (1968)
- La rivoluzione sessuale (1968)
- C'era una volta il West (Era uma vez no oeste) (1968)
- Cimitero senza croci (1968)
- Metti, una sera a cena (Uma noite ... um jantar) (1969)
- Probabilità zero (1969)
- La legione dei dannati (1969)
- Un esercito di cinque uomini (1969)
- La stagione dei sensi (1969)
- L'uccello dalle piume di cristallo (O pássaro das plumas de cristal) (1970)
- Il gatto a nove code (O gato de nove caudas) (1971)
- Quattro mosche di velluto grigio (Quatro moscas sobre veludo azul) (1971)
- Così sia (1972)
- La porta sul buio (2 episódios, 1973)
- Le cinque giornate (Cinco dias em Milão) (1973)
- Profondo rosso (Prelúdio para matar) (1975)
- Suspiria (1977)
- Zombi  (Despertar dos mortos) (1978)
- Inferno (A mansão do inferno) (1980)
- Tenebrae (Tenebre) (1982)
- Phenomena (1985)
- Demoni (Demons - filhos das trevas) (1985)
- Demoni 2 - L'incubo ritorna (Demons 2 - eles voltaram) (1986)
- Opera (Terror na ópera) (1987)
- La chiesa (1989)
- Due occhi diabolici (1990) (episódio: The Black Cat)
- La setta (1991)
- Trauma (1993)
- La sindrome di Stendhal (Síndrome mortal) (1996)
- M.D.C. - Maschera di cera (1997)
- Il fantasma dell'opera (Um vulto na escuridão) (1998)
- Non ho sonno (2001)
- Il cartaio (2004)
- Ti piace Hitchcock? (Você gosta de Hitchcock?) (2005)
- La terza madre (O retorno da maldição: a mãe das lágrimas) (2007)
- Giallo (Giallo - reféns do medo) (2009)
- Occhiali Neri (2022)

### Ator
- Scusi, lei è favorevole o contrario? (1966)
- L'uccello dalle piume di cristallo (1970) (sem créditos)
- Profondo rosso (1975) (sem créditos)
- Suspiria (1977) (solo voce, non accreditato)
- Inferno (1980) (só voz, sem créditos)
- Tenebre (1982) (só voz, sem créditos)
- Phenomena (1985) (só voz, sem créditos)
- Opera (1987) (só voz, sem créditos)
- Amore all'ultimo morso (1992)
- Il cielo è sempre più blu (1995)
- Dante's inferno documented (2010)
- Tutti pazzi per amore  (2010)